# Parafalva
A Parafalva (eredeti cím: Spooksville) 2013-tól 2014-ig futott kanadai televíziós horrorsorozat, amelyet Christopher Pike alkotott. A főbb szerepekben Keean Johnson, Katie Douglas, Nick Purcha és Morgan Taylor Campbell látható.
Kanadában 2013. október 26-án mutatta be a Hub Network. Magyarországon 2014. október 27-én a Disney Channel mutatta be. A főszereplői 3 tini, akik paranormális dolgok után nyomoznak.

## Tartalom
Egy új fiú érkezik Parafalvára, aki rájön, hogy nála lehet a több száz éves titkok kulcsa, és új barátaival nyomoz paranormális dolgok után.

## Szereplők

### Főszereplők
| Szereplő             | Színész                | Magyar hang    |
| -------------------- | ---------------------- | -------------- |
| Adam Freeman         | Keean Johnson          | Nikas Dániel   |
| Sally Wilcox         | Katie Douglas          | Csifó Dorina   |
| Watch Waverly (Órás) | Nick Purcha            | Timon Barnabás |
| Ann Templeton        | Morgan Taylor Campbell | Juhász Lujza   |

### Mellékszereplők
| Szereplő           | Színész            | Magyar hang           |
| ------------------ | ------------------ | --------------------- |
| Brandon            | Samuel Patrick Chu | Baráth István         |
| George Freeman     | Steve Bacic        | Bede-Fazekas Szabolcs |
| Madeline Templeton | Kimberley Sustad   | Tarr Judit            |
| Moorpark           | Peter Bryant       | Maday Gábor           |
| Dugan rendőr       | Reece Alexander    | Sarádi Zsolt          |
| Dodie Wilcox       | Patricia Harras    | Makay Andrea          |

## Epizódok
| #   | Eredeti cím             | Magyar cím             | Eredeti premier    | Magyar premier    |
| --- | ----------------------- | ---------------------- | ------------------ | ----------------- |
| 1.  | The Secret Path         | A titkos ösvény        | 2013. október 26.  | 2014. október 27. |
| 2.  | The Secret Path         | A titkos ösvény        | 2013. október 26.  | 2014. október 28. |
| 3.  | The Evil House          | A gonosz ház           | 2013. október 30.  | 2014. október 31. |
| 4.  | The Howling Ghost       | Az üvöltő szellem      | 2013. november 2.  | 2014. október 29. |
| 5.  | The Haunted Cave        | A kísértet barlang     | 2013. november 9.  | 2014. október 30. |
| 6.  | The Thing in the Closet | A szörny a szekrényben | 2013. november 16. | 2014. november 3. |
| 7.  | The Fire Inside         | A belső tűz            | 2013. november 23. | 2014. november 4. |
| 8.  | The Wishing Stone       | A kívánság köve        | 2013. november 30. | 2014. november 5. |
| 9.  | The Wicked Cat          | Rossz cica             | 2013. december 7.  | 2014. november 6. |
| 10. | The No Ones             | A senkik               | 2013. december 14. | 2014. november 7. |
| 11. | The Dark Corner         | A sötét sarok          | 2013. december 21. | 2015. október 12. |
| 12. | Shell Shock             | A kalózok kincse       | 2014. március 8.   | 2015. október 13. |
| 13. | Flowers of Evil         | A gonosz virágai       | 2014. március 15.  | 2015. október 14. |
| 14. | Phone Fear              | Egy nagyon téves hívás | 2014. március 22.  | 2015. október 15. |
| 15. | Critical Care           | Indul a mandula        | 2014. március 29.  | 2015. október 16. |
| 16. | Blood Drive             | Véradás                | 2014. április 5.   | 2015. október 19. |
| 17. | Fathers and Sons        | Apák és fiúk           | 2014. április 12.  | 2015. október 20. |
| 18. | Gnome Alone             | Óvakodj a törpétől!    | 2014. április 19.  | 2015. október 21. |
| 19. | Oh Monster My Monster   | Én édes szörnyem       | 2014. április 26.  | 2015. október 22. |
| 20. | The Maze                | Útvesztő               | 2014. május 3.     | 2015. október 23. |
| 21. | Run                     |                        | 2014. május 10.    |                   |
| 22. | Stone                   |                        | 2014. május 17.    |                   |